# Уляновка (Тюменска област)
Уляновка (на руски: Ульяновка) е село в Русия, в състава на Вагайски район, Тюменска област. Според преброяването през 2010 г. населението на селото е 81 души, от тях: 72 (88,88%) руснаци, 6 (7,40%) българи и 4 (4,93%) неопределени.
Имената на улици в селото са: „Береговая“, „Овражная“, „Полевая“, „Ульяновская“, „Хлебная“ и „Школьная“.

## География
Селото е разположено на 200 метра западно от село Вагай, което е административен център на района. В близост до селото се намират още селата Старий Погост и Ерши, разположени на запад. Южно от селото е разположен път „71Н-507“, свързващ село Вагай с град Тоболск.
Край селото преминава река Шайтанка, която 2 км на север се влива в езеро Монастирское, а след това в река Вагай. Най-близката част до река Вагай от селото се пада на 1 км североизточно, която на 3 км от селото се влива в река Иртиш.